# Миндлин, Антон Витальевич
Анто́н Вита́льевич Ми́ндлин (род. 9 июля 1985, Хабаровск) — российский шоссейный и трековый велогонщик, выступал на профессиональном уровне во второй половине 2000-х годов. В составе таких команд как «Локомотив» и «Тинькофф. Кредитные Системы» неоднократно становился победителем и призёром всероссийских и международных соревнований. Мастер спорта международного класса.

## Биография
Антон Миндлин родился 9 июля 1985 года в Хабаровске. Активно заниматься велоспортом начал в раннем детстве, проходил подготовку в Санкт-Петербурге под руководством заслуженного тренера А. А. Кузнецова.
Первого серьёзного успеха в велоспорте добился в 2002 году, когда попал в состав сборной России и побывал на юниорском трековом чемпионате Европы в Германии, откуда привёз награду бронзового достоинства, выигранную в командной гонке преследования. Год спустя на аналогичных соревнованиях в Москве в той же дисциплине стал чемпионом Европы среди юниоров, после чего повторил этот успех на мировом первенстве.
Начиная с 2004 года выступал за санкт-петербургский «Локомотив», в его составе выиграл в командном преследовании серебряную медаль на открытом чемпионате Балкан в Афинах, позже в том же командном преследовании добавил в послужной список серебро и бронзу с этапов Кубка мира в Москве — при этом его партнёрами были Александр Серов, Николай Трусов и Сергей Климов.
В 2006 году Миндлин перешёл в российско-итальянскую профессиональную команду Tinkoff Restaurants, которая впоследствии была переименована в «Тинькофф. Кредитные Системы». Участвовал в однодневных и многодневных шоссейных гонках в Европе, преимущественно в Испании. Стал серебряным призёром гонки Clasica Internacional Txuma, получил бронзу на втором этапе Volta Ciclista Internacional a Lleida и на четвёртом этапе Circuito Montañés. Сезон 2008 года провёл в составе команды Cinelli-OPD из Сан-Марино, в 2009-м представлял испанских клуб Caixanova, хотя существенных результатов на значимых соревнованиях больше не показывал.
Ныне с семьёй проживает в Калининграде, занимается бизнесом. Женат, есть дочь и сын. Имеет высшее образование, в 2010 году заочно окончил Национальный государственный университет физической культуры, спорта и здоровья имени П. Ф. Лесгафта, где обучался на кафедре физкультурно-оздоровительной работы и туризма педагогического факультета. За выдающиеся спортивные достижения удостоен почётного звания «Мастер спорта России международного класса».